# Paul Mayer (Zoologe)
Paul Mayer (* 20. Juli 1848 in Lüdenscheid; † 28. Mai 1923 in Jena) war ein deutscher Zoologe und Mikroskopiker.

## Leben
Sein Vater Isidor Mayer war Rektor eines Prorealgymnasiums. Mayer besuchte das Gymnasium in Soest, verließ es aber vor dem Abschluss um in die Apothekerlehre zu gehen. Er war mehrere Jahre Apothekergehilfe, studierte ab 1871 drei Semester an der Universität Greifswald um sich auf das pharmazeutische Staatsexamen vorzubereiten, blieb dann aber als Assistent am Botanischen Institut und Kustos des Botanischen Museums. Er holte das Abitur nach und studierte ab dem Wintersemester 1874/75 in Jena Zoologie. Noch 1874 wurde er bei Ernst Haeckel mit einer Dissertation über die Anatomie der Feuerwanze promoviert. 1875/76 war er mit einem Stipendium an der Zoologischen Station von Neapel bei Anton Dohrn. Danach war er kurze Zeit Kustos am Zoologischen Museum in Berlin, bevor er wieder als Assistent von Dohrn nach Neapel ging.
Er entwickelte in Neapel neue mikroskopische Techniken für Zoologen und veröffentlichte darüber Bücher, die zu seiner Zeit Standardwerke wurden. Er führte das Färbungsmittel Hämalaun ein sowie einen neuen Typ von Mikrotomen und verbesserte die Präpariermikroskope (Binokulares Präparierstativ nach P. Mayer, das bei Carl Zeiss gebaut wurde). Außerdem veröffentlichte er unter anderem über marine Krebse.
Er war 1878 bis zu deren Einstellung 1913 Herausgeber der von Dohrn begründeten Zoologischen Jahresberichte.
Er war Ehrenmitglied der Deutschen Zoologischen Gesellschaft.

## Schriften
- Ueber Ontogenie und Phylogenie der Insekten: eine akademische Preisschrift, Jena 1875
- Der Tonapparat der Cikaden, Zs. f. wiss. Zoologie, Band 28, 1877, S. 79–92
- Zur Entwicklungsgeschichte der Decapoden, Jenaische Zs. f. Med. u. Naturwiss., Band 11, 1877, S. 188–269
- Die Caprelliden, Fauna und Flora des Golfes von Neapel und der angrenzenden Meeresabschnitte, Band 6, Leipzig: W. Engelmann 1882 Archive
- Amphipode Krebse der Familie Caprellidae, 1882, Nachtrag 1890
- Über das Färben mit Hämatoxylin, Mittheilungen aus der Zoologischen Station zu Neapel – Band 10, 1991, S. 170–186
- Beruht die Färbung der Zellkerne auf einem chemischen Vorgang oder nicht ?, Anatomischer Anzeiger, Band 13, 1897, S. 313–322
- mit Arthur Bolles Lee: Grundzüge der mikroskopischen Technik für Zoologen und Anatomen, Berlin: Friedländer 1898, 4. Auflage 1910, Archive, 2. Auflage
- Einführung in die Mikroskopie, Springer 1914, 2. Auflage 1922
- Zoomikrotechnik. Ein Wegweiser für Zoologen und Anatomen, Borntraeger 1920

| Personendaten    | Personendaten     |
| ---------------- | ----------------- |
| NAME             | Mayer, Paul       |
| KURZBESCHREIBUNG | deutscher Zoologe |
| GEBURTSDATUM     | 20. Juli 1848     |
| GEBURTSORT       | Lüdenscheid       |
| STERBEDATUM      | 28. Mai 1923      |
| STERBEORT        | Jena              |